# ویزه (رودخانه)
ویزه (رودخانه) (به انگلیسی: Wiese) رودخانهای به‌طول ۵۵ کیلومتر است که در آلمان، سوئیس جریان دارد.